# Andreas Stjernen
Andreas Stjernen (Levanger, 4 juli 1988) is een Noors schansspringer. 

## Carrière
Stjernen maakte zijn debuut in de wereldbeker op 5 december 2009. Hij is nog steeds in de wereldbeker actief en heeft daar reeds enkele mooie resultaten geboekt; zo heeft hij met het Noorse team viermaal een landenwedstrijd gewonnen. Ook heeft hij een zege in de Grand Prix op zijn naam staan. Op 13 januari 2018 behaalde Stjernen zijn eerste individuele wereldbekerzege dankzij winst in de wedstrijd in Bad Mitterndorf.
Stjernen kon zich kwalificeren voor de 2018 in Pyeongchang. Stjernen eindigde 8e op de grote schans en 15e op de normale schans. Samen met Daniel-André Tande, Johann André Forfang en Robert Johansson werd Stjernen Olympisch kampioen in de landenwedstrijd.

## Resultaten

### Olympische Winterspelen
| Jaar | Plaats      | Resultaten                                             |
| ---- | ----------- | ------------------------------------------------------ |
| 2018 | Pyeongchang | 15e normale schans · 8e grote schans · landenwedstrijd |

### Wereldkampioenschappen schansspringen
| Jaar | Plaats        | Resultaten                                          |
| ---- | ------------- | --------------------------------------------------- |
| 2013 | Val di Fiemme | 13e HS106 18 HS134 4e Team HS134                    |
| 2017 | Lahti         | 17e HS100 · 4e HS130 · 5e Team HS100 · Team HS130   |
| 2019 | Seefeld       | 25e HS109 · 29e HS 130 · Team HS109 · 5e Team HS130 |

### Wereldkampioenschappen skivliegen
| Jaar | Plaats     | Resultaten               |
| ---- | ---------- | ------------------------ |
| 2018 | Oberstdorf | 5e HS235 · Teamwedstrijd |

### Wereldbeker
Eindklasseringen
| Seizoen   | Algm | SV    | 4S  | RAW   |
| --------- | ---- | ----- | --- | ----- |
| 2009/2010 | 56e  | -     | -   |       |
| 2010/2011 | 48e  | 42e   | -   |       |
| 2011/2012 | 37e  | 48e   | -   |       |
| 2012/2013 | 19e  | Brons | 42e |       |
| 2013/2014 | 43e  | -     | -   |       |
| 2014/2015 | 36e  | 11e   | -   |       |
| 2015/2016 | 12e  | 10e   | 15e |       |
| 2016/2017 | 12e  | 14e   | 10e | 4e    |
| 2017/2018 | 8e   | Goud  | 19e | Brons |
| 2018/2019 | 19e  | 27e   | 7e  | 38e   |

Wereldbekerzeges
| Datum            | Plaats          | Schans      |
| Individueel      | Individueel     | Individueel |
| ---------------- | --------------- | ----------- |
| 13 januari 2018  | Bad Mitterndorf | HS200       |
| Team             |                 |             |
| 17 februari 2013 | Oberstdorf      | HS213       |
| 23 januari 2016  | Zakopane        | HS134       |
| 17 maart 2017    | Vikersund       | HS225       |
| 25 maart 2017    | Planica         | HS225       |
| 10 maart 2018    | Oslo            | HS134       |
| 17 maart 2018    | Vikersund       | HS240       |
| 24 maart 2018    | Planica         | HS240       |

### Grand Prix
Eindklasseringen
| Jaar | Plaats |
| ---- | ------ |
| 2010 | 82e    |
| 2011 | 50e    |
| 2012 | 30e    |
| 2013 | 61e    |
| 2014 | 11e    |
| 2015 | 73e    |
| 2016 | 52e    |
| 2017 | 58e    |

Zeges
| Datum            | Plaats en schans | Opmerkingen |
| ---------------- | ---------------- | ----------- |
| 15 augustus 2014 | Courchevel HS132 | -           |